# Волинкін Ілля Тихонович
Ілля Тихонович Волинкін (20 липня 1908 — 30 червня 1956) — радянський льотчик мінно-торпедної авіації ВМФ, учасник Другої світової війни, Герой Радянського Союзу (5.11.1944). Підполковник (18.12.1952).

## Біографія
Народився в селянській родині. Працювати почав пастухом. Закінчив сільську школу. З 1923 року працював підсобним робітником в господарській частині Богородицького сільськогосподарського технікуму. У 1930 році сам став студентом цього технікуму. У 1934 році закінчив Богородицький сельхозтехникум. У 1932 році вступив у ВКП (б).
У ВМФ СРСР з вересня 1934 року. Закінчив Єйське військово-морське авіаційне училище в січні 1936 року, 8-ю військову школу пілотів в листопаді 1936 року (Одеса). З листопада 1936 року служив пілотом і молодшим льотчиком (з серпня 1938 року) 67-го окремого авіазагону (Київ). У грудні 1938 звільнений у запас.
У вересні 1938 року відновлений в РККФ, спрямований на перенавчання в Військово-морське авіаційне училище імені І. В. Сталіна в Єйську, яке закінчив у грудні 1940 року. Служив молодшим льотчиком і пілотом в 34-му авіаційному полку ВПС Тихоокеанського флоту, з грудня 1942 року був пілотом і командиром ланки в 33-му авіаційному полку ВПС флоту. У жовтні 1943 року пройшов перенавчання в 3-му запасному авіаційному полку ВПС флоту, освоїв літак А-20 «Бостон».
Учасник Другої світової війни з листопада 1943 року, коли прибув на посаду командира ланки в 36-й авіаційний полк ВПС Чорноморського флоту. Уже в перших бойових вильоти на Чорному морі домігся потоплення німецьких кораблів. Збільшив бойовий рахунок під час Кримської наступальної операції. На Чорному морі особисто і в групі потопив 2 транспорту, 2 сторожових корабля, сторожовий катер і баржу.
У травні 1944 року полк у повному складі був переданий в ВПС Північного флоту, де брав участь в обороні Заполяр'я.
До жовтня 1944 року заступник командира ескадрильї 36-го мінно-торпедного авіаційного полку 5-й мінно-торпедної авіаційної дивізії ВПС Північного флоту капітан І. Т. Волинкін зробив 65 бойових вильотів, особисто потопив 2 транспорту, тральщик і суховантажного баржу, брав участь у затопленні 5 транспортів, 4 сторожових кораблів, тральщика, сторожового катера і баржі противника. Три кораблі відправив на дно в ході Петсамо-Кіркінеської наступальної операції.
За зразкове виконання бойових завдань командування на фронті боротьби з німецькими загарбниками і проявлені при цьому відвагу і геройство, Указом Президії Верховної Ради СРСР від 5 листопада 1944 капітану Волинкіну Іллі Тихоновичу присвоєно звання Героя Радянського Союзу з врученням ордена Леніна і медалі «Золота Зірка»
У листопаді 1944 року став командиром ескадрильї 36-го мінно-торпедного авіаційного полку ВПС Північного флоту. Незабаром бойові дії в Заполяр'ї завершилися, до цього часу Волинкін зробив 68 бойових вильотів.
Однак влітку 1945 року весь полк ще раз був перекинутий на Тихоокеанський флот, де в серпні 1945 року брав участь в радянсько-японській війні. Там число його бойових вильотів невідомо, але з нагородного листа випливає, що І. Волинкін наносив удари по японським військам в Північній Кореї і особисто зруйнував залізничний міст, а також успішно виконав бойове завдання з фотографування одного з портів.
Після війни продовжив службу на Тихому океані в тому ж полку. З березня 1949 — командир ескадрильї 49-го мінно-торпедного авіаполку 5-го ВМФ. У 1950 році закінчив Вищі офіцерські льотно-тактичні курси авіації ВМС, з грудня цього року був командиром ескадрильї 1-го мінно-торпедного авіаційного полку на цих же курсах. З травня 1951 року — старший льотчик-випробувач ЛИС № 15 ВМС, з грудня 1951 року — командир ескадрильї 1890-го окремого авіаполку (з березня 1955 — 986-й окремий авіаполк).
30 червня 1956 загинув під час виконання службових обов'язків. Похований в Феодосії на Старому кладовищі.